# 必列活道
必列活道（英語：Blythwood Road）是加拿大安大略省多倫多的一條小路，連接央街（Yonge Street）與灣景路（Bayview Avenue）及新寧醫院（Sunnybrook Health Sciences Centre）。